# Jean-François-Simon de Hercé
Jean-François Simon de Hercé, seigneur du Plessis, né en 1743 à Mayenne, mort à Bath (Angleterre) le 6 mars 1796, est un officier de marine et homme politique français, d'une famille d'ancienne noblesse du Maine.

## Biographie
Jean-François-Simon de Hercé est le fils de Jean de Hercé et de Françoise Tanquerel, et le frère notamment de Urbain-René de Hercé, évêque de Dol.
Il entre dans la Marine en 1759, et quitte le service en 1775 avec le grade de lieutenant des vaisseaux du roi, et la croix de Saint-Louis.
Il épouse en 1775 Jeanne Dubois de la Bas-Maignée,. Ils seront les parents de :
- Jean-François de Hercé (18 février 1776, - † 31 janvier 1849), homme politique (maire de Laval), et religieux (évêque de Nantes),
- et de Louis de Hercé, né en 1778, maire de Mayenne de 1816 à 1830 et député.

Il est lieutenant des maréchaux de France au département de Mayenne.
À l'assemblée provinciale du Maine en 1789, il est à la tête d'un "bureau chargé de la rédaction de l'ordre judiciaire". Élu député aux États généraux, il siège à droite et ne prend la parole qu'au sein des comités.
Il prête encore serment à la Constitution après le retour du roi de Varennes en juin 1791, puis rentre à Mayenne, émigre, sert dans le corps de la marine-infanterie, se retire en Hollande après la campagne de 1792. Il va ensuite trouver ses frères et son fils aîné à Jersey, passe en Angleterre pour prendre les eaux de Bath, et y meurt le 6 mars 1796.

## Sources
- « Jean-François-Simon de Hercé », dans Alphonse-Victor Angot et Ferdinand Gaugain, Dictionnaire historique, topographique et biographique de la Mayenne, Laval, A. Goupil, 1900-1910 [détail des éditions] (BNF 34106789, présentation en ligne)
- « Jean-François-Simon de Hercé », dans Adolphe Robert et Gaston Cougny, Dictionnaire des parlementaires français, Edgar Bourloton, 1889-1891 [détail de l’édition]